# Полянський Олександр Володимирович
Олександр Володимирович Полянський (19 серпня, 1983 Україна). Нападник (англ. Prop) національної збірної України з регбі.